# Puccinia bulbocastani
Puccinia bulbocastani är en svampart som först beskrevs av Cumino, och fick sitt nu gällande namn av Karl Wilhelm Gottlieb Leopold Fuckel 1870. Puccinia bulbocastani ingår i släktet Puccinia och familjen Pucciniaceae.   Inga underarter finns listade i Catalogue of Life.